# Northrop HL-10
O Northrop HL-10 foi um dos cinco corpos sustentantes pesos pesados projetos pelo Centro de Pesquisa de Voo da NASA (posterior Centro de Investigações de Voo de Dryden), em Edwards, na Califórnia, a partir de julho de 1966 a novembro de 1975 para estudar e validar o conceito de efetuar manobra com segurança e aterrissagem de um veículo com baixa razão de planeio projetado para a reentrada da atmosfera terrestre. Foi um projeto da NASA e foi construído para avaliar o "aerofólio invertido" deste corpos sustentantes e aforma plana delta. Atualmente, está em exposição na entrada do Centro de Investigações de Voo de Dryden, na Base da Força Aérea de Edwards, na Califórnia.

## Características
- Tripulação: um piloto
- Comprimento: 6,45 m
- Envergadura: 6,45 m
- Altura: 2,92 m
- Área de asa: 14,9 m²
- Vazio: 2397 kg
- Carregado: 2721 kg